# Alberto Martín Marín
Alberto Martín Marín (Madrid, 28 marzo 1995) è un cestista spagnolo.

## Palmarès
- Campionato spagnolo: 1

Real Madrid: 2012-13